# Blutroter Storchschnabel
Der Blutrote Storchschnabel oder Blut-Storchschnabel (Geranium sanguineum), auch Blutröschen und Hühnerwurz genannt, ist eine Pflanzenart aus der Gattung der Storchschnäbel (Geranium) innerhalb der Familie der Storchschnabelgewächse (Geraniaceae). Sie ist auch in Mitteleuropa heimisch.

## Beschreibung

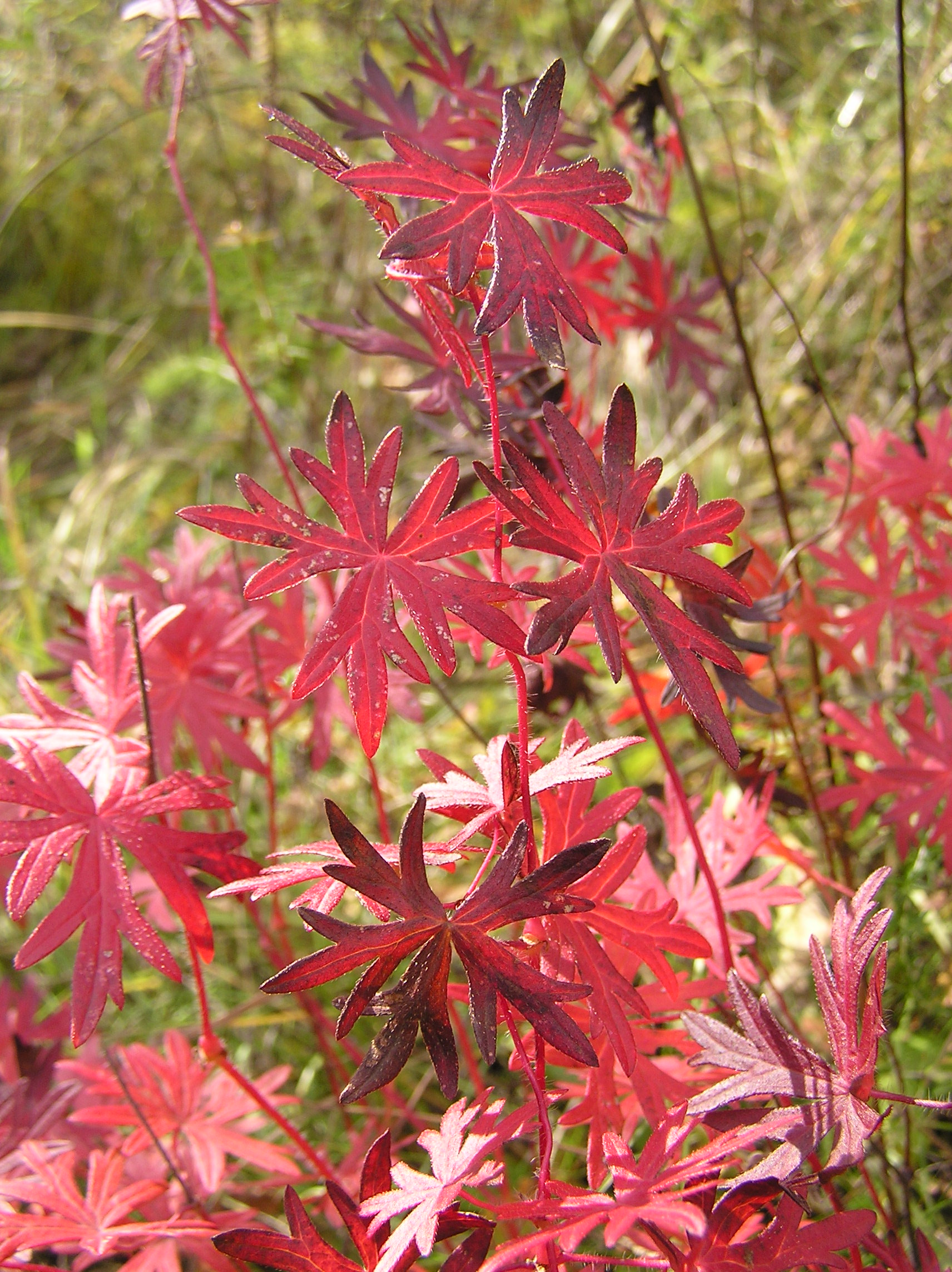
Herbstlaub des Blutroten Storchschnabel

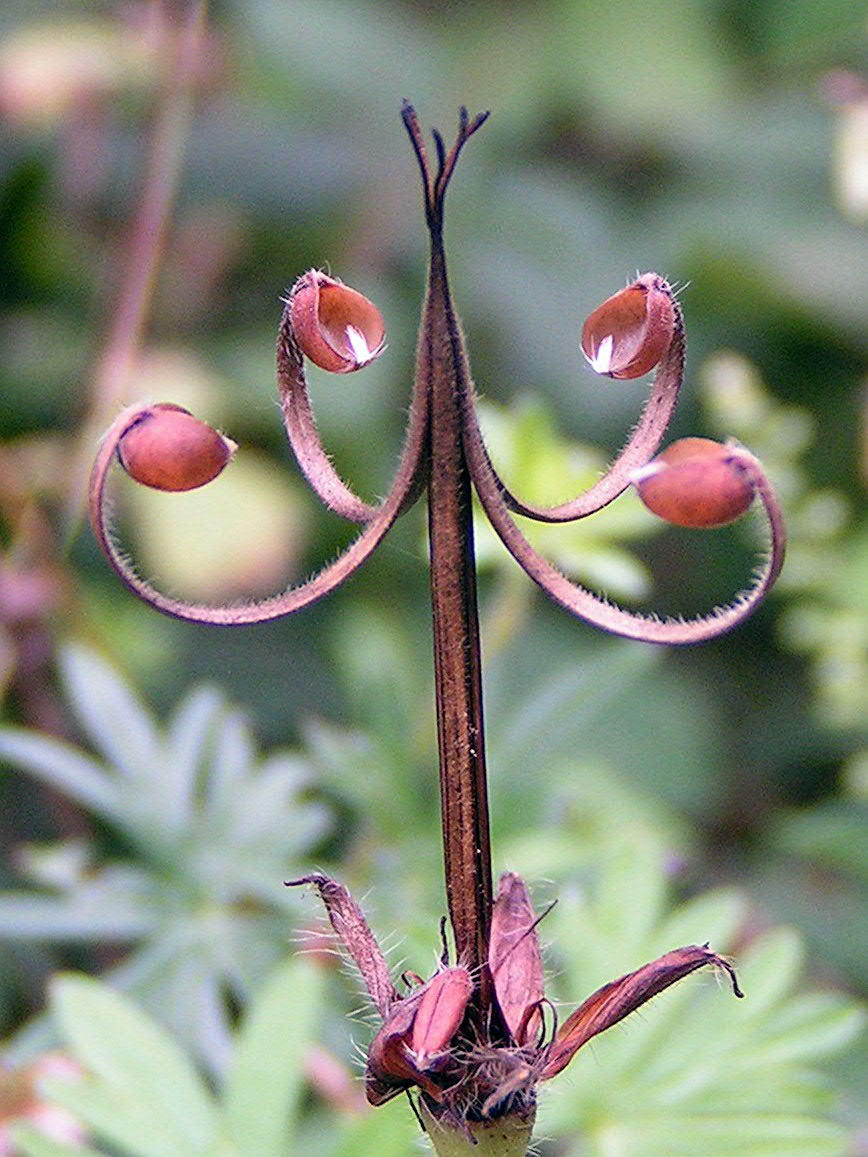
Frucht

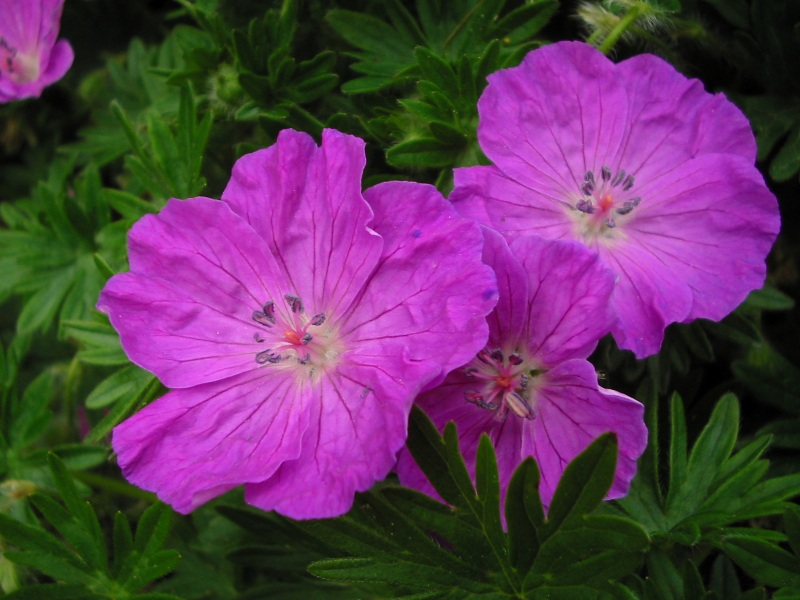
Blutroter Storchschnabel (Geranium sanguineum)

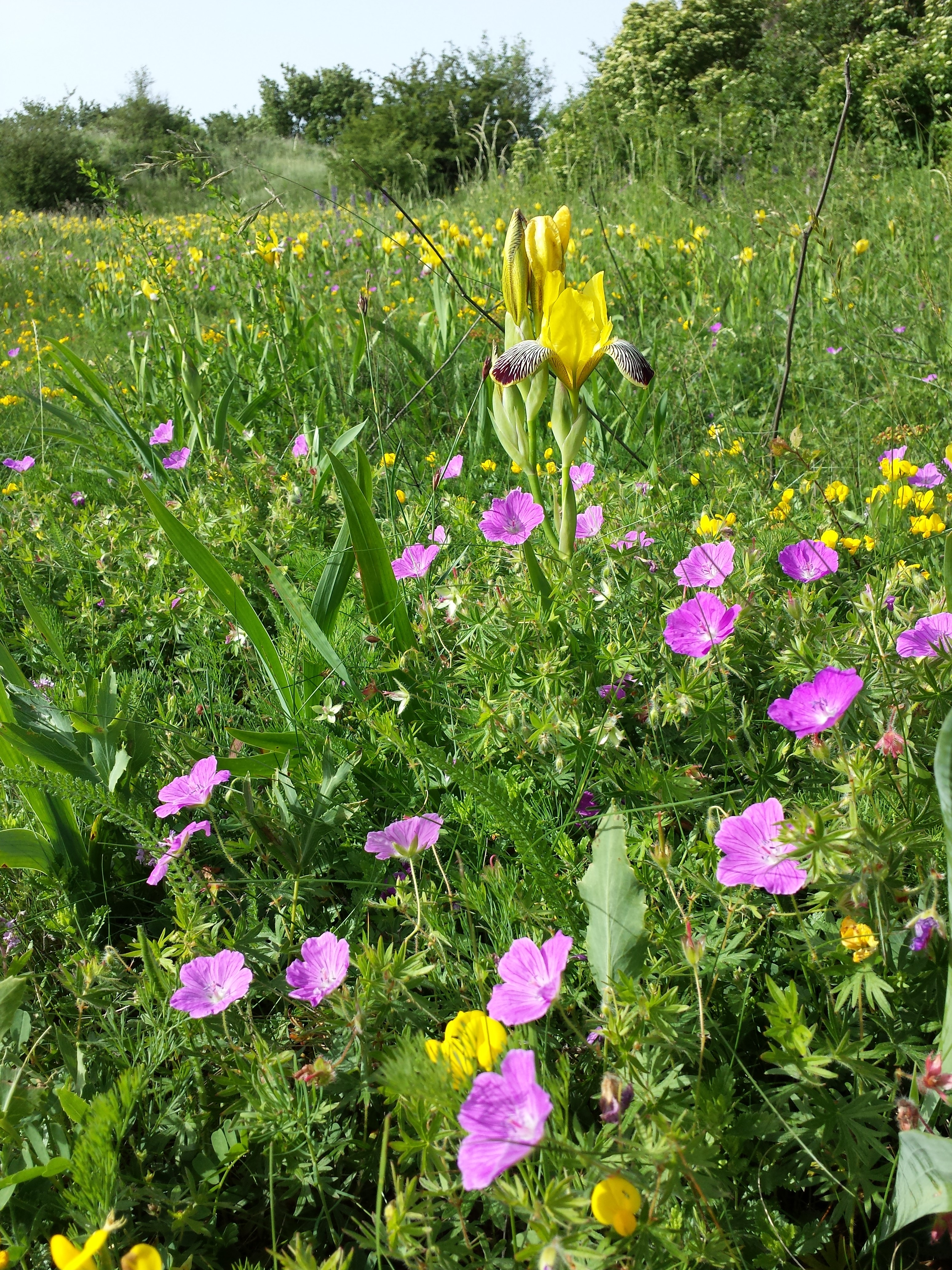
Blutroter Storchschnabel (Geranium sanguineum) in Gesellschaft der Bunten Schwertlilie (Iris variegata) bei Wien

### Vegetative Merkmale
Der Blutrote Storchschnabel ist eine ausdauernde krautige Pflanze und erreicht Wuchshöhen von 15 bis 50 (selten 60) cm. Er bildet ein weit kriechendes, bei einem Durchmesser von etwa 1 cm relativ dickes Rhizom, das verzweigt, mit Niederblättern besetzt und innen rot ist. Die Stängel sind niederliegend bis aufsteigend und meist vom Grund an gabelig verzweigt. Die hellgrünen, im Herbst blutroten Stängel sind dicht mit 1 bis 2,5 mm langen, waagrecht oder nach hinten abstehenden Haaren besetzt bis fast kahl. Drüsenhaare sind selten.
Die grundständigen Laubblätter vertrocknen früh. Die Grundblätter sind gegenständig, die untersten sind 4 bis 9 cm lang, die oberen 0,5 bis 3 cm lang gestielt. Die Spreite ist bis zum Grund in sieben (selten fünf oder sechs) Abschnitte geteilt und 3 bis 5 (selten 8) cm breit. Sie sind meist beidseits zerstreut behaart. Die Abschnitte tragen ein bis drei lineale, zugespitzte Zipfel. Die rotbraunen, trockenhäutigen Nebenblätter sind eiförmig bis lanzettlich mit einer Länge von 0,5 bis 1,5 cm und am Rand zerstreut bis zottig behaart.

### Generative Merkmale
Die Teilblütenstände sind einblütig (selten zweiblütig) und sind 2 bis 7 (selten 1 bis 10) cm lang gestielt, überragen dabei die Tragblätter. Die Blütenstiele sind 1 bis 3 cm lang, nicken nach der Bestäubung und stehen zur Fruchtreife wieder aufrecht. Beide Stiele sind lang weiß abstehend behaart und tragen auch sitzende Drüsen.
Die zwittrigen Blüten sind radiärsymmetrisch und fünfzählig mit doppelter Blütenhülle. Die fünf freien Kelchblätter sind 8 bis 13 mm lang, 1 bis 2,5 mm bespitzt und haben drei bis sieben Nerven, und sind besonders auf diesen behaart. Die Blütenkrone hat einen Durchmesser von 2,5 bis 4 cm. Die fünf freien, leuchtend rot-violetten Kronblätter messen 13 bis 18 (selten 20) mm in der Länge, sind lang verkehrt-herzförmig und teilweise unregelmäßig ausgerandet. Ihr Nagel ist kurz behaart. Es sind zwei Kreise mit je fünf Staubblättern vorhanden, die kürzer als die Kelchblätter sind. Die Staubfäden sind am Grund verbreitert, ihr Rand ist bewimpert.
Die Frucht ist 3 bis 4 cm lang und ähnelt wie bei anderen Storchschnabelgewächsen einem langgeschnäbelten Vogelkopf. Schnabel wie Fruchtklappen sind behaart und drüsenlos. Die Samen sind glatt bis sehr fein punktiert.
Die Art hat die Chromosomenzahl 2n = 84.

## Ökologie
Die Blüten sind proterandrisch. Sie sind nektar-führende Scheibenblumen. Die Narben sind ein bis zwei Tage vor den Antheren empfänglich. Selbstbestäubung kommt neben der Insektenbestäubung auch vor. Die häufigsten Blütenbesucher sind Schwebfliegen, Hautflügler, aber auch Schmetterlinge und Käfer. Blütezeit ist Mai bis September. Außer Pflanzen mit Zwitterblüten gibt es auch solche mit rein weiblichen oder rein männlichen Blüten.
Die Frucht ist wie bei allen Geranium-Arten ein Austrocknungsstreuer.

## Vorkommen
Der Blutrote Storchschnabel ist im subozeanischen Europa beheimatet. Sein Areal ist meridional/montan bis temperat. Er wächst auf trockenen, buschigen Hängen, in Steppenheiden und lichten Wäldern. Er ist eine Charakterart des Verbands Geranion sanguinei, kommt aber auch in Gesellschaften der Verbände Quercion pubescentis, Berberidion, Cytiso-Pinion oder Erico-Pinion vor. Er gedeiht vor allem auf trockenen, lockeren, nährstoffarmen und oft kalkreichen Böden. Er ist von der collinen bis in die montane (selten subalpine) Höhenstufe zu finden, in Tirol steigt er vereinzelt in Höhenlagen von bis zu 1500 Meter, im Unterwallis bis 1900 Meter Meereshöhe. In den Allgäuer Alpen steigt er im Tiroler Teil im hinteren Hornbachtal an der Mutte bis 1550 m Meereshöhe auf.
In Norddeutschland ist er selten, im Süden zerstreut. Der Blutrote Storchschnabel war in Deutschland 2001 die Blume des Jahres und ist zum Beispiel in Sachsen auf der Roten Liste als stark gefährdete Pflanzenart eingestuft.
Die ökologischen Zeigerwerte nach Landolt et al. 2010 sind in der Schweiz: Feuchtezahl F = 2w (mäßig trocken aber mäßig wechselnd), Lichtzahl L = 3 (halbschattig), Reaktionszahl R = 4 (neutral bis basisch), Temperaturzahl T = 3+ (unter-montan und ober-kollin), Nährstoffzahl N = 2 (nährstoffarm), Kontinentalitätszahl K = 4 (subkontinental).
In Österreich kommt die Art im pannonischen Gebiet sowie teilweise in Kärnten häufig, sonst nur zerstreut bis selten vor. In Salzburg fehlt der Blut-Storchschnabel.

## Heilkunde  und Inhaltsstoffe
Der Blutrote Storchschnabel, genannt auch Blutkraut, enthält vor allem im Wurzelstock adstringierende Gerbstoffe und wurde deshalb zur Blutstillung eingesetzt. Der Wurzelstock enthält einen Gerbstoff, den Bitterstoff Geraniin, und ein Harz.

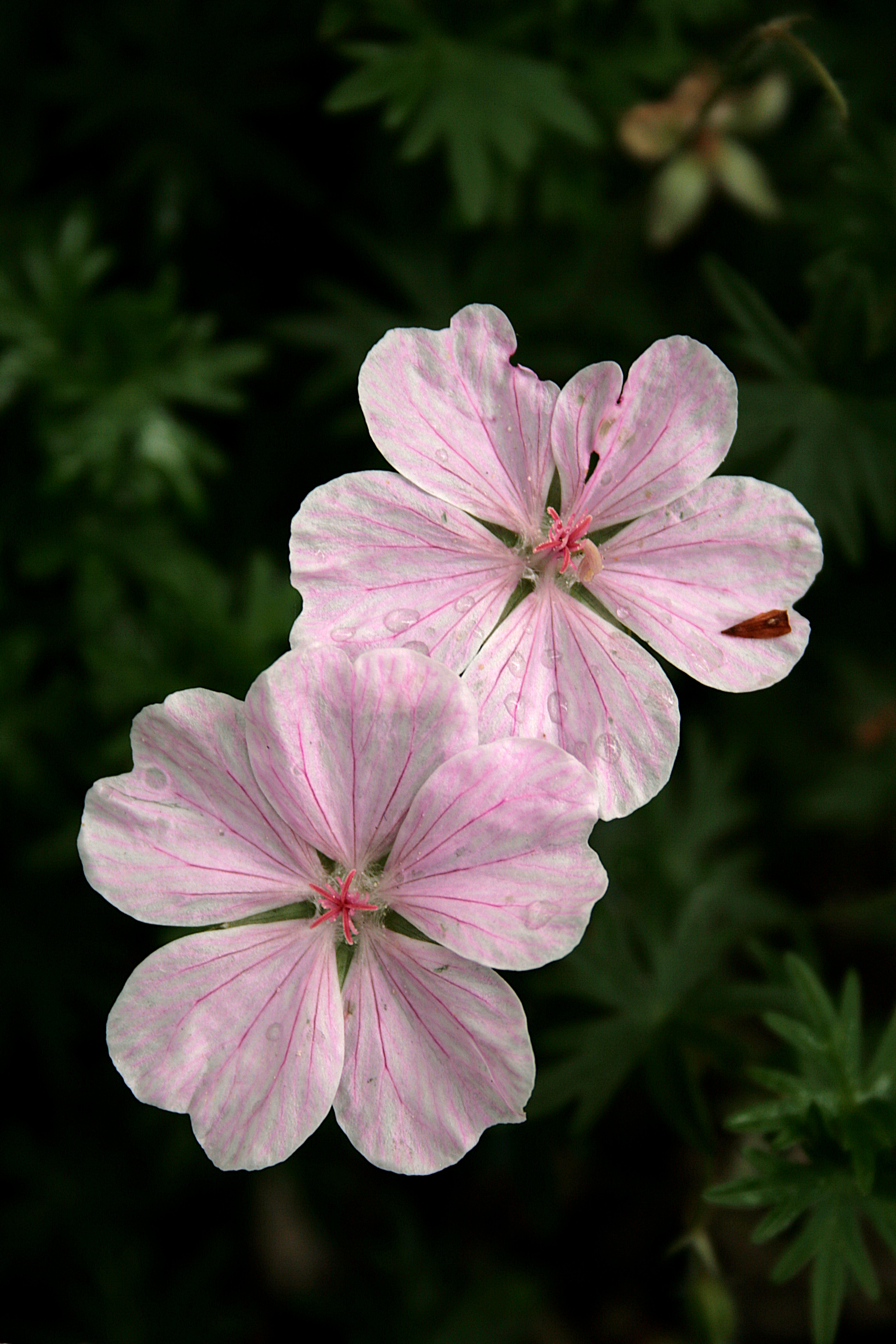
Geranium sanguineum var. striatum

## Sonstige Nutzung
Die Art wird auch als Zierpflanze kultiviert. Darunter auch die Varietät Geranium sanguineum L. var. striatum Weston.